# Velle (België)

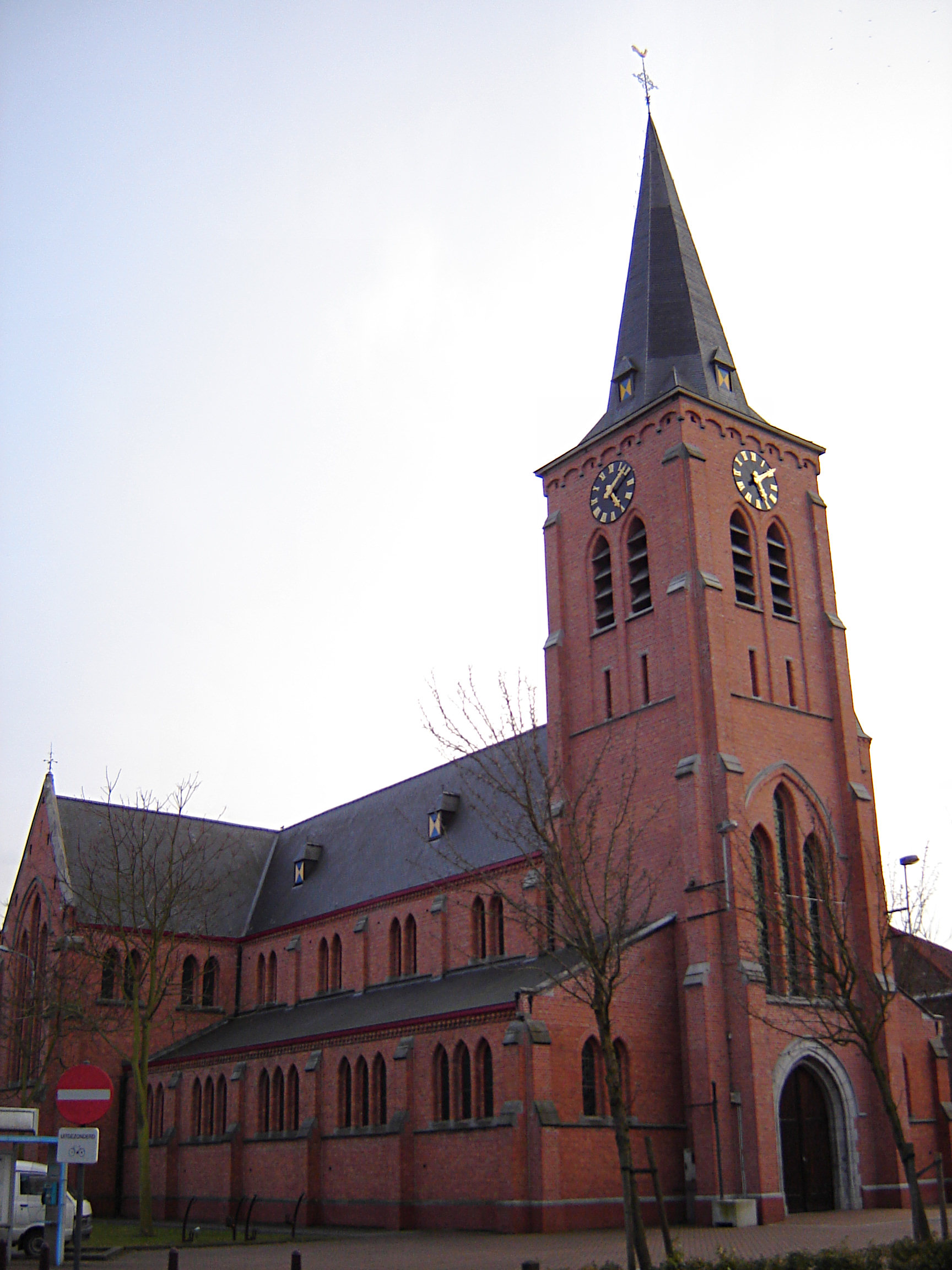
Sint-Jozefskerk

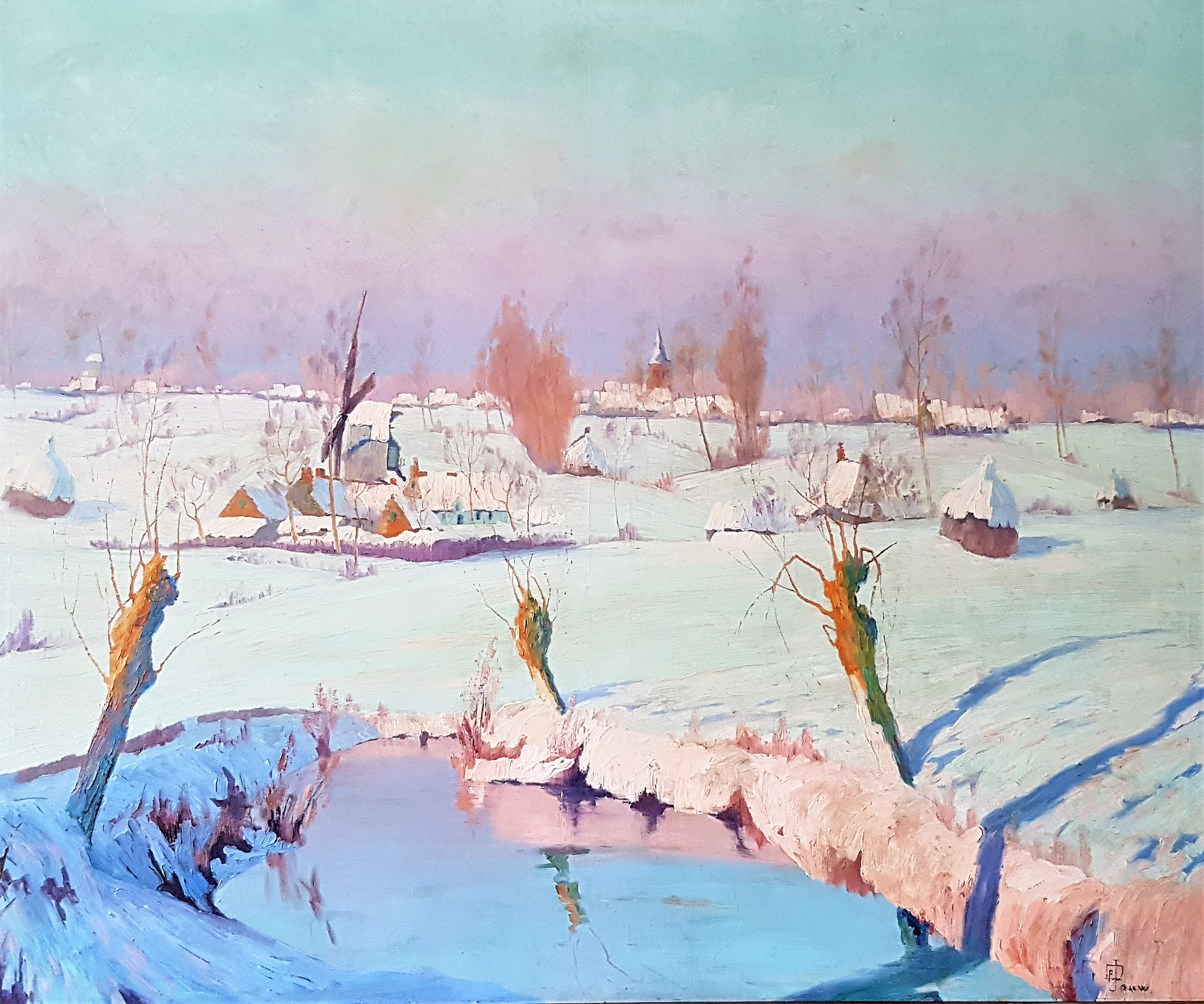
Kerk van Velle, door Jef De Pauw

Velle is een gehucht en een parochie in de gemeente Temse in de Belgische provincie Oost-Vlaanderen.
Velle ligt ten noordoosten van Temse en is ervan gescheiden door de autosnelweg A14/E17.

## Bezienswaardigheden
- De neogotische Sint-Jozefskerk uit 1902.

## Nabijgelegen kernen
Sint-Niklaas, Haasdonk, Temse, Nieuwkerken-Waas
Deelgemeenten: Elversele · Steendorp · Temse · Tielrode

Wijken en gehuchten: Cauwerburg · Hollebeek · Velle

Belgische gemeenten · Arrondissement Sint-Niklaas · Oost-Vlaanderen · Vlaanderen